# Николони (Бергамо)
Николони је насеље у Италији у округу Бергамо, региону Ломбардија.
Према процени из 2011. у насељу је живело 38 становника. Насеље се налази на надморској висини од 400 м.